# Valentine's Doom
«Valentine's Doom» (англ. Загибель коханої) — перший сингл гурту Snow White's Poison Bite з альбому The Story of Kristy Killings, що був виданий 2010 року. Даний сингл був виданий для вільного завантаження (англ. download only). Пісня є однією з історій про дівчину на ім'я Крісті, про яку розповідається у альбомі. У цій історії Крісті виступає дівчиною, що намагається вчинити самогубство. («This is the story of the girl that had a knife on her veins»). Наприкінці пісні показано протиставлення, оскільки дівчина виживає, але вважає себе мертвою. (англ. She's said she's dead, but she's alive). До синглу відео відзнято не було.

## Учасники запису
- Алан Коттерілл — вокал, скриммінг
- Туомо Корандер — гітара
- Тему Лейкас — ударні
- Ярко Пентіннен — бас